# 불량 화소

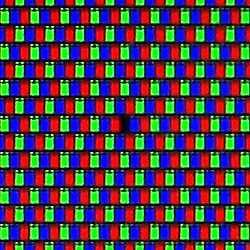
초록색 하부 화소가 죽어 있는 LCD 디스플레이를 확대한 사진

불량 화소(不良畵素)는 역할을 제대로 수행하지 않는 LCD 화면의 화소를 말한다.
ISO 13406-2는 불량 화소를 세 가지로 정의한다:
1. 핫 픽셀(Hot) (무조건 켜짐)
2. 데드 픽셀(Dead) (무조건 꺼짐)
3. 스턱 픽셀(Stuck) (언제나 켜지기도 하고 언제나 꺼지기도 하는, 하나 이상의 하위 화소)

이와 비슷한 불량은 디지털 카메라의 CCD 또는 CMOS 센서에서도 찾을 수 있다.

## 핫 픽셀
영원히 빛나는 (흰 색) 화소는 핫 픽셀이라고 한다. 핫 픽셀은 보통 어두운 배경에서 많이 찾을 수 있다. 디지털 사진에서, 다크 프레임은 가끔 핫 픽셀을 수정하는 데 쓰이기도 한다.

## 데드 픽셀
데드 픽셀은 빛이 나지 않는 불량 화소이다. 데드 픽셀들은 보통 흰 배경에서 많이 찾을 수 있다.

## 스턱 픽셀
스턱 픽셀은 검은 배경에 가장 잘 보이며, 이러한 화소들은 빨간색, 초록색, 파란색, 하늘색, 노란색으로 보인다. 연이어 빛남에도 불구하고, 빨간색, 초록색, 또는 파란색 화소들이 가장 흔히 찾을 수 있는 것들이다. LCD 모니터의 각 화소는 세 개의 하부 픽셀, 곧 빨강, 초록, 파랑으로 이루어져 있다. 이 색들은 상대적인 밝기에 따라 화소의 보이는 색을 만들어 낸다. 스턱 픽셀은, 하나 이상의 하부 화소들이 계속 켜져 있거나 꺼져 있게 만드는, 제조업체의 결점에서 나온다. 스턱 픽셀은 수정하는 데 있어 보증받지 못하며, 모니터의 수명에도 결점으로 남는다. 스턱 픽셀은 매우 빠른 강도의 수많은 색을 번쩍이게 하는 자바 기반의 응용 프로그램인 JScreenFix로 해결할 수 있다. 플레이스테이션 포터블의 스턱 픽셀을 고치는 것을 도와 주는 영상이 꽤 잘 알려져 있다.: 크레이트(Crait)라는 한 프로그래머가 PSP용 홈브류 응용 프로그램을 만들었다. 이와 비슷한 많은 응용 프로그램들이 닌텐도 게임보이 어드밴스를 맞춰 만들어지기도 했다. 또 개인용 컴퓨터를 위한 프로그램들도 개발되어 있다.

## 스턱 픽셀과 데드 픽셀
스턱 픽셀은 자주 이와 비슷한 데드 픽셀로 잘못 일컫기도 한다. 데드 픽셀에서는 모든 3개의 하부 화소들이 완전히 꺼지며, 검은색 화소를 영원히 만들어 낸다. 데드 픽셀은 이와 비슷한 제조 변칙에서 스턱 픽셀로서 비롯되긴 하지만 픽셀에 전력을 완전히 주지 못해 기능을 제대로 하지 않는 트랜지스터로부터 발생할 수도 있다. 데드 픽셀은 시간이 지남에 따라 스스로 고쳐질 가능성이 떨어지며 몇몇의 특별한 방식으로 수리받아야 한다. 스턱 픽셀은 데드 픽셀과 달리 사라진다고 보고되며 이들을 수정할 취지를 가진 잘 알려진 방식들이 몇 가지 있다.
- 화소를 초기화하기 위해 화면을 문지른다. 대한민국에서는 면봉신공이라는 방법으로 해결할 수 있다는 보고가 있는데 이와 같다.[7]
- 스턱 픽셀의 색 값을 빠르게 순환한다. (다시 말해, 화면 위에 밝은 색들을 깜빡이게 한다)
- 스턱 픽셀이 사라질 때까지 그냥 놔 둔다. (하루에서 여러 해 동안 아무 데서나)

## 제조업체의 정책
LCD 제조업체에서 수많은 하부 화소의 결점을 가진 채 디스플레이를 제조하는 것이 일반적이다. (각 픽셀은 세 개의 색을 가진 하부 화소로 이루어져 있다)
화면이 버려지기 전에 있던 불량 화소들의 수는 제조 업체가 디스플레이를 제공해 왔던 등급에 달려 있다. (공식적으로 ISO 13406-2 표준에 언급되어 있기는 하지만, 모든 제조업체들이 이를 똑같이 해석하는 것은 아니다) 몇몇의 제조업체들은 LCD 화면과 관련하여 "등급 I" 디스플레이의 뜻을 가지는, 하부 픽셀이 있는 모든 기기(모니터)를 거부하는 결점(zero-tolerance) 정책을 취한다. 다른 제조업체들은 결점 화소의 수나 해당 위치의 결점 화소 수, 또는 화소의 정의(상태)에 따라 이를 거부한다. 몇몇의 경우, 제조업체들은 모든 화면을 판매하기 위해 내보내고 고객이 결점을 보고할 때 결점 화소가 제품 반송에 최소 요구사항과 맞아 떨어지면 그때 화면을 교환해 준다.
몇몇의 화면들은 제조업체에 모니터를 보내기 앞서 얼마나 많은 데드 픽셀들이 있어야 하는지에 대해 적혀 있는 전단지를 포함하여 출시한다. 데드 픽셀은 클러스터에서 발생할 수도 있다. 이러한 것은 특히 성가시게 만드는 부분이며 대부분의 경우 제조업체로 반송할 수 있다.

### 무결점 정책을 제공하는 제조업체
- 필립스 (PerfectPanel(TM) 범위 안에서)
- ViewEra (일부 모델. 구입한 지 6개월 이내에서 책임)
- 도시바 (하이엔드, 곧 높은 성능의 노트북 모델에서만)
- 에이수스(ASUS) (베어본이 아닌 모든 노트북의 제로 브라이트 도트-Zero-Bright-Dot-정책)
- 닌텐도 (닌텐도 DS)
- Vizio (대부분의 텔레비전)
- 호주 삼성
- 뷰소닉[9] (송장 날짜로부터 30일이지만 교체는 보장하지 않음)
- Sager 중부 유럽 컴퓨터
- 한국 그린씨앤씨 (일부모델에 한함)
- 한국 알파스캔
- 한국 한성컴퓨터
- 한국 래안텍
- Apple(Mac을 제외한 모든 포터블 기기(iPad, iPod, iPhone, Apple Watch 등)의 사용자 중심 불량화소 정책 다만, 육안검사로 현장에서 확인되어야만 한다. )

2007년의 경우, 많은 LCD 제조업체들이 이러한 무결점 정책을 제공하지 않으며 사용자의 실수가 아니더라도 데드 픽셀(보기:여러 개의 빨간 화소)을 가진 모니터를 교환하거나 수리하는 것을 거부할 수 있다. 또한, 일부 정책들은 나라마다 다르다.
2012년의 경우, 일부 최종 판매 업체들이 불량화소 무결점 보장 옵션을 붙여서 물건을 팔기도 한다.(일정 금액을 더 내는 대신, 불량화소가 하나라도 발생하면 교환할 수 있는 권리를 판다.)

## 같이 보기
- ISO 13406-2